# Robert Foster (aviateur)
Pour les articles homonymes, voir Robert Foster.
Robert Mordaunt Foster (3 septembre 1898 - 23 octobre 1973) a été un pilote anglais du Royal Flying Corps pendant la Première Guerre mondiale et un commandant supérieur de la Royal Air Force pendant la Seconde Guerre mondiale et l'immédiat après-guerre.

## Première Guerre mondiale
Robert Foster fait ses études au Winchester College et au Collège militaire royal de Sandhurst. Il est nommé sous-lieutenant dans les Royal Fusiliers le 19 juillet 1916 puis est détaché auprès du Royal Flying Corps. Le 7 octobre 1916, il est nommé officier d'aviation.
Il est envoyé en France pour rejoindre le 54e Escadron qui utilise des Sopwith Camel. Il y obtient une victoire. Il est ensuite affecté à la défense intérieure en Grande-Bretagne, exerçant des fonctions de défense intérieure et sert aussi dans le 44e Escadron. Le 19 janvier 1918, il est promu lieutenant. En avril 1918, Robert Foster retourne en France, sert en tant que commandant de vol avec le grade de capitaine temporaire à partir du 15 mai dans le 209e escadron : il revendique trois avions ennemis partagés capturés, neuf avions ennemis partagés détruits et quatre avions ennemis partagés hors de contrôle, soit un total de 16,.
Le 2 août 1918, Foster reçoit la Distinguished Flying Cross, sa citation :

« Lieutenant (Temporary Captain) Robert Mordaunt Foster.
This officer has taken part in numerous combats and led his patrols brilliantly; he has destroyed five hostile machines. On one occasion he attacked two biplanes single-handed; one he forced down and the other burst into flames and broke up in the air. »

## Entre-deux-guerres
Le 1er août 1919, Foster reçoit une commission permanente dans la Royal Air Force avec le grade de lieutenant et démissionne de sa commission dans les Royal Fusiliers le même jour. À la fin de 1919, il est affecté en Inde où il rejoint le 20e Escadron en tant que pilote. Lors d'une mission, Robert Foster et son observateur doivent effectuer un atterrissage forcé à la suite d'un incendie à bord. Ils sont capturés et détenus pendant trois semaines avant d'être relâchés.
Le 1er janvier 1924, il est promu d'officier d'aviation à lieutenant d'aviation.
En mai 1925, Foster suit les cours du RAF Staff College. En 1926, il passe plusieurs mois à la School of Oriental Studies de Londres. Après cette période d'études, Fosterest exerce des fonctions de renseignement au quartier général du Commandement de la RAF en Irak.
À partir de 1930, Foster est affecté au  70e Escadron. Après avoir été promu chef d'escadron en décembre 1932, Robert Foster prend le poste d'officier commandant le 15e escadron l'année suivante. En 1935, Foster retourne en Irak, servant dans l'état-major de l'air au quartier général des Forces britanniques. Il est promu commandant d'escadre le 1er juillet 1937. Il est chef adjoint à la direction des plans de l'état-major de l'air avant le déclenchement de la Seconde Guerre mondiale.

## Seconde Guerre mondiale
Quelques jours seulement après la déclaration de guerre, Foster a 41 ans et est nommé officier supérieur du personnel au quartier général du groupe n ° 2. À la fin de 1939, Foster est commandant du 110e Escadron et, en 1940, commandant de la station de commandement RAF Wyton.
En janvier 1942, Foster prend le commandement du groupe n ° 214 qui fait partie du commandement du Moyen-Orient, basé à Kirkouk, en Irak et en novembre de la même année, il reçoit une promotion au poste de commodore de l'air par intérim et est officier de l'air Commandant (AOC) du No. 213 Group. À partir de mars 1943, Robert Foster occupe des fonctions d'état-major au Commandement aérien de la Méditerranée avant d'être nommé AOC de la RAF à Malte. Plus tard, il est vice-maréchal de l'air par intérim. En 1944, il sert comme chef de la Commission de l'air en Italie puis comme AOC Desert Air Force en Afrique du Nord en décembre.
Après la défaite de l'Allemagne, à partir d'août 1945, Foster sert à la Commission alliée pour l'Autriche en tant que chef de la division aérienne. Quelques jours plus tard, il est nommé AOC RAF Autriche.

## Après-guerre
En mai 1946, Robert Foster revient en Italie en tant qu'AOC au quartier général de la RAF Italie puis AOC du groupe n ° 3 du Bomber Command.
Du début de 1947 à la fin de 1949, Foster est chef adjoint de l'état-major de l'air puis officier de l'air commandant en chef du commandement de la réserve. Le 1er juillet 1950, il est promu maréchal de l'air puis, à la suite du changement de nom de son commandement, devient officier de l'air commandant en chef du Home Command.
En octobre 1951, Foster devient commandant en chef de la deuxième force aérienne tactique de la RAF dans l'Allemagne d'après-guerre. Il est promu Air Chief Marshal (équivalent de général 5 étoiles) le 28 janvier 1953. Il remet son commandement à Sir Harry Broadhurst en décembre de la même année.
Il part à la retraite de la RAF à sa propre demande le 1er février 1954 à 56 ans. Il est devenu Deputy Lieutenant du Suffolk en avril 1968.
Il décède le 23 octobre 1973,.